# NGC 4664
NGC 4664 (również NGC 4624, NGC 4665, PGC 42970 lub UGC 7924) – galaktyka spiralna z poprzeczką (SB0-a), znajdująca się w gwiazdozbiorze Panny.
Odkrył ją William Herschel 23 lutego 1784 roku. Galaktyka ta została skatalogowana przez Johna Dreyera w New General Catalogue aż trzy razy – pierwsza obserwacja Williama Herschela jako NGC 4664, druga z 1786 roku jako NGC 4665, zaś obserwacja Johna Herschela z 9 kwietnia 1828 roku jako NGC 4624. Powodem potrójnego skatalogowania galaktyki były błędnie obliczone pozycje obiektu – z pierwszej obserwacji Williama Herschela oraz z obserwacji Johna Herschela.